# Assedio di Rheinberg (1601)
L’assedio di Rheinberg del 1601, noto anche come terzo assedio di Rheinberg o, più propriamente, campagna del Reno del 1601, fu un assedio combattuto presso la città di Rheinberg (attuale Germania) dal 12 giugno al 2 agosto 1601, nell'ambito della guerra degli ottant'anni. Maurizio d'Orange col suo esercito composto da inglesi e olandesi, assediò diverse città dell'area prima di rivolgere il suo sguardo a Ostenda. Rheinberg, importante città, capitolò il 28 luglio dopo che i rinforzi spagnoli guidati da Herman van den Bergh non riuscirono a levare l'assedio degli anglo-olandesi. La città di Meurs si arrese poco dopo.

## Antefatto
A metà di giugno del 1601 Alberto VII d'Asburgo stava preparandosi per assediare la città di Ostenda, nelle mani degli anglo-olandesi, e nel contempo gli Stati Generali olandesi avevano chiesto allo stadtholder Maurizio d'Orange di dirigersi verso la città. Francis Vere, il governatore inglese di Ostenda, appariva frustrato dalla mancanza di risposte adeguate alle sue richieste di aiuto per quanto inoltrate per tempo, in particolare dopo che alcune compagnie di veterani inglesi, inclusa quella di Edward Cecil, erano state fatte prigioniere appena fuori Ostenda mentre tentavano di unirsi alle forze di Maurizio. Il principe d'Orange, ad ogni modo, riconoscendo l'inutilità di un attacco diretto, scelse dapprima di agire attorno alla città per indebolirla. La strategia era anche quella di distogliere l'attenzione degli spagnoli dall'assedio di Ostenda.
Il 7 giugno Maurizio si accampò con le sue truppe composte da circa 10 000 uomini per poi marciare verso il corso del fiume Reno. Tra questi uomini vi erano anche 2500 uomini sotto il temporaneo comando di Lord Willoughby poste tra Arnhem e Schenkenschans. L'obbiettivo erano le città di Grave e 's-Hertogenbosch, ma anche Rheinberg che per quattro volte aveva cambiato bandiera dal 1589, e si scelse perciò di attaccare per prima quest'ultima. Rheinberg aveva una notevole guarnigione di più di 3000 uomini di notevole esperienza, comandati da don Luis Bernardo de Avila che aveva fatto provviste adeguate in città per un lungo assedio.

## La campagna

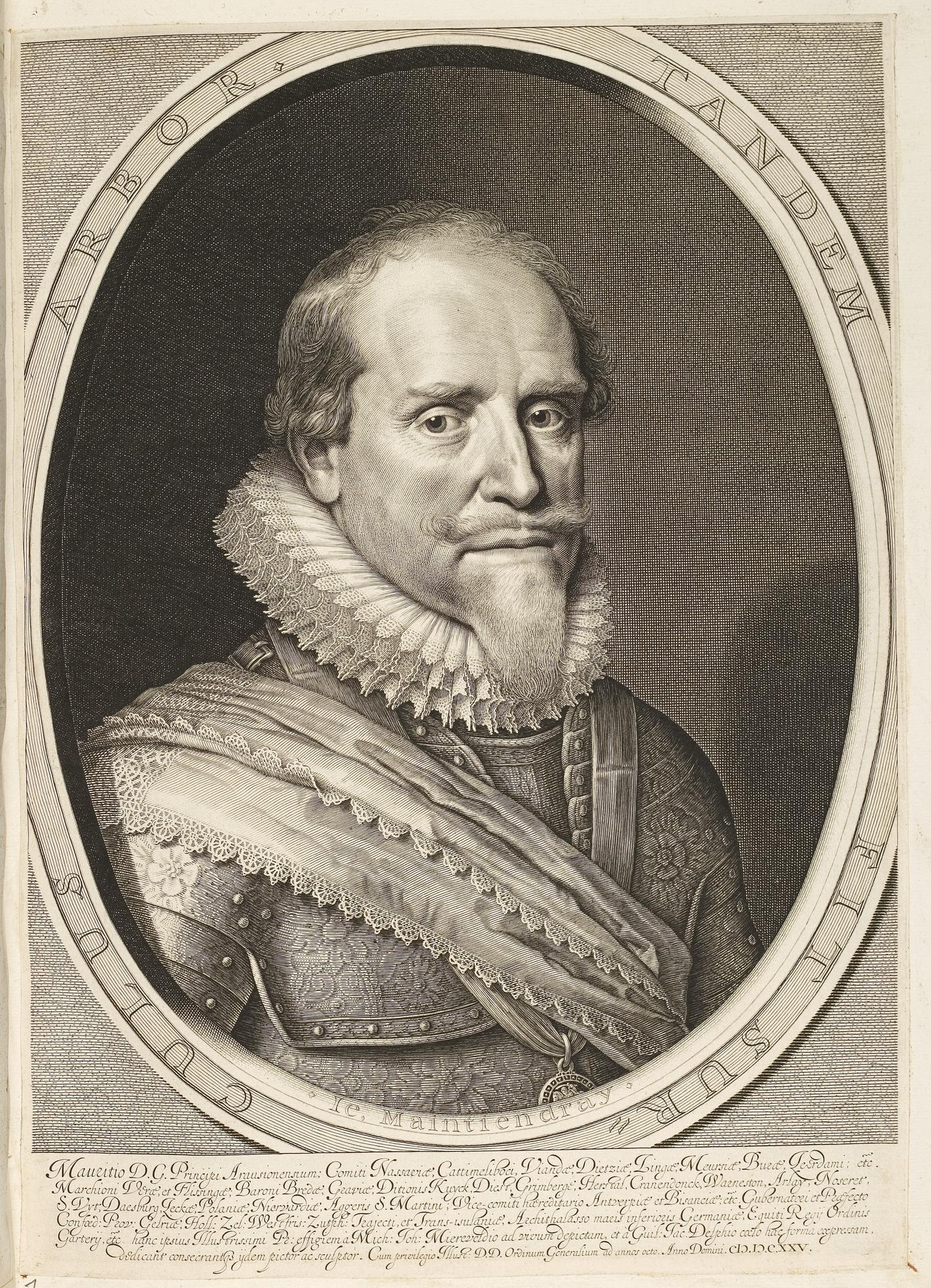
Maurizio d'Orange

Il 10 giugno 1601 Maurizio riprese la marcia e due giorni dopo le forze anglo-olandesi circondarono completamente Rheinberg ed iniziarono a prepararsi per l'assedio. Nel giro di pochi giorni, ad ogni modo, Maurizio ricevette l'ordine di mandare almeno 2000 dei suoi uomini (inclusi i veterani inglesi e scozzesi) a rinforzare Ostenda. Disturbato da questo fatto, egli era comunque fiducioso che la città si sarebbe arresa in breve tempo così che egli stesso avrebbe potuto proseguire nella sua campagna militare.
Il 29 giugno Henry Percy, IX conte di Northumberland e altri nobili si portarono a Rheinberg per apprendere l'arte dell'assedio. Nel contempo il conte venne posto temporaneamente al comanod delle forze inglesi, fatto che pose frizione tra lui ed il comandante inglese lord Willoughby. Il 5 luglio ebbe inizio l'assedio di Ostenda e ben presto Percy si portò in quest'ultima città sperando di apprendere ancor più, lasciando finalmente lord Willoughby al suo compito.

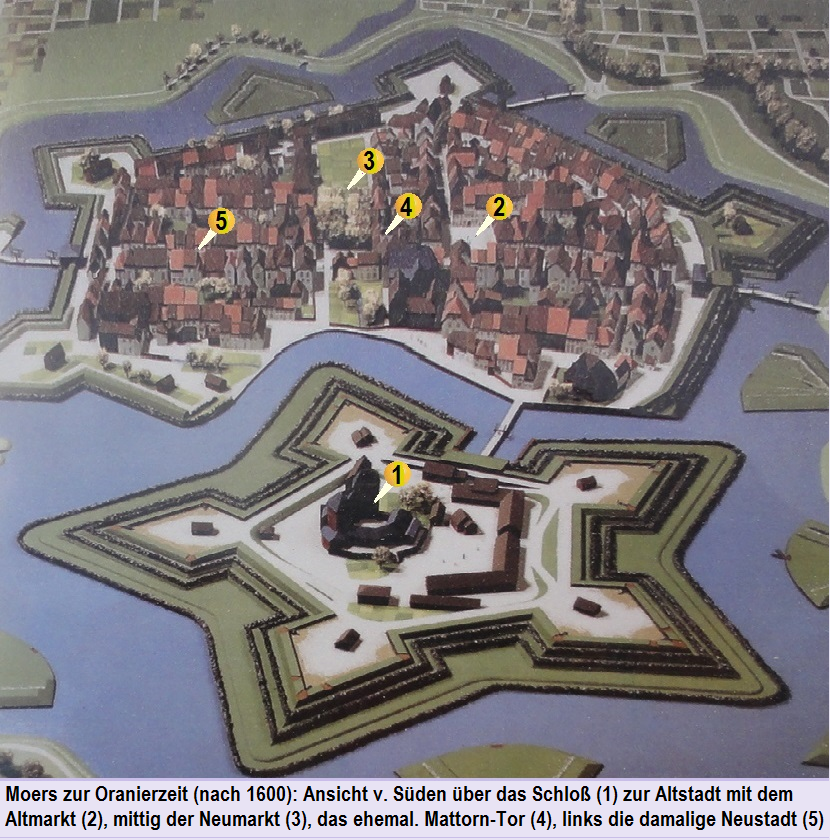
Modello della città di Meurs come doveva apparire nell'anno 1600

Nel frattempo, il conte Herman van den Bergh si era messo in marcia dalle Fiandre spagnole con 5000 fanti e 2000 cavalieri per cercare di togliere l'assedio a Rheinberg, ma non appena fu in vista della città la sua avanguardia notò come le difese fossero perlopiù intatte. Quand'anche l'attacco degli assedianti venne respinto, van den Bergh realizzò che le truppe anglo-olandesi erano troppo forti ed egli non voleva arrischiarsi in una battaglia in campo aperto e per questo decise di ritirarsi, lasciando la guarnigione al suo destino.
Le opere d'assedio di Maurizio diedero i loro frutti: i suoi pionieri minarono la porta di Kassel. Il 26 luglio le mine vennero fatte detonare causando notevoli danni ed infliggendo notevoli perdite agli spagnoli. Il principe d'Orange persistette nelle sue operazioni e tre giorni dopo piazzò delle nuove mine sotto le mura della città, al punto che Luis De Avila decise di rinunciare alla difesa il 30 giugno.
Dopo aver lasciato una guarnigione a Rheinberg, Maurizio si portò quindi a sud verso la città di Meurs. Gli anglo-olandesi posero assedio alla città il 2 agosto 1601 e, dopo un breve bombardamento e senza speranza di ricevere ulteriori aiuti da parte degli spagnoli, la guarnigione si arrese.

## Conseguenze
La vittoria di questa campagna militare venne celebrata in Olanda con una medaglia celebrativa con l'iscrizione: il nemico che minacciava cose terribili è stato ricacciato a Berg.
Rheinberg, per aver cambiato bandiera diverse volte nello scontro, divenne nota come la puttana della guerra. Il sito verrà nuovamente assediato nel 1606 da Ambrogio Spinola nella sua campagna e riconquistata dagli spagnoli. Rheinberg rimase nelle mani degli spagnoli sino a quando, nel 1632, venne riconquistata da Federico Enrico d'Orange per gli olandesi.
Dopo lo scontro, Maurizio inviò ulteriori rinforzi ad Ostenda e fece campagna militare per i successivi due mesi. A novembre tentò di conquistare 's-Hertogenbosch ma con la minaccia dell'inverno e dell'arrivo di rinforzi spagnoli dovette retrocedere.
Meurs rimase invece nelle mani degli olandesi sino al 1712 quando divenne parte della Prussia.